# Na tych samych warunkach

Symbol warunku

Na tych samych warunkach (ang. Share-Alike, skrót CC-SA) – warunek Creative Commons, który zezwala na tworzenie dzieł pochodnych, pod warunkiem udostępniania ich na tej samej licencji. Tym warunkiem objęta jest m.in. polskojęzyczna Wikipedia.